# Aloe imerinensis
Aloe imerinensis é uma espécie de liliopsida do gênero Aloe, pertencente à família Asphodelaceae.